# Kevin Robertson (Bischof)
Kevin Robertson (* 1971) ist ein kanadischer Bischof der Anglikanischen Kirche von Kanada.

## Leben
Robertson studierte anglikanische Theologie am Trinity College bis 1997 und wurde im gleichen Jahr zum Diakon und 1998 zum Priester geweiht. Er arbeitet als Pfarrer in Deer Park (Toronto). Im September 2016 wurde Robertson zum Suffraganbischof im anglikanischen Bistum Toronto gewählt. Er hat sein Amt im Januar 2017 angetreten.
Robertson wohnt mit seinem Ehemann und seinen beiden Kindern in Toronto.